# ユノとアルゴス
『ユノとアルゴス』（独: Juno und Argus、英: Juno and Argus）は、フランドルのバロック期の巨匠ピーテル・パウル・ルーベンスが1610年頃、キャンバス上に油彩で制作した絵画である。オウィディウスの『変身物語』にあるユノとアルゴスの逸話を主題としている。1894年にケルンの美術愛好家たちから寄贈されて以来、作品はケルンのヴァルラフ＝リヒャルツ美術館に所蔵されている。

## 作品
『変身物語』によると、ユピテルは美しい娘イオに心を奪われて、彼女と交わるが、そのことをユノに知られることを恐れて、イオを牛に変えてしまう。しかし、ユノはその美しい牛に疑念を抱き、100の目を持つ巨人アルゴスに番をさせた。ユピテルはメルクリウスを派遣して、アルゴスを殺す。ユノはその死を悼み、自身の聖鳥であるクジャクの羽根にアルゴスの目をつけた。これがクジャクの羽根の目の模様になったという。
この神話の場面は、滅多に絵画に取り上げられることはなかった。ルーベンスは、前景に首を切られたアルゴスの遺体を描いている。彼の輝く目はユノに仕える虹の女神イーリスにより取り外され、ユノは彼女から目を受け取ってクジャクの羽根を飾っている。画面左端にいるキューピッドたちもアルゴスの目を集めて、クジャクの羽根につけている。
本作は、人物の身体像に見られる古代美術の研究に加えて新しい科学の研究を表している。ルーベンスは自身の色彩理論を表現しているのである。絵画を青色、黄色、赤色の3原色で構成しつつ、遠景中央には虹を描いて、光のスペクトル (光の中の色彩の配列) を表している。